# Görgey család

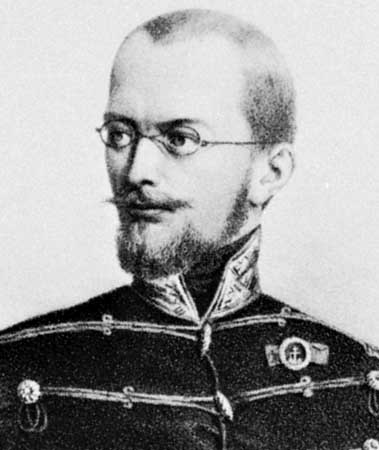
Görgei Artúr — portrélitográfia, Magyar Nemzeti Múzeum

A Görgey család (Görgei család) az Árpád-korban, II. Géza király idején az országba települt szász hospesektől származik. Tagjai több alkalommal is viselték „a szászok comese” (bírája) címet.
A család első ismert tagja, Görgey Jordán a tatárjárás idején volt a szepesi szászok comese, és a szászokat a Menedékkőre (Lapis refugii) vezetve tette lehetővé a későbbi Lőcse megalapítását. Érdemei okán a Görgeyeké lett a második olyan cipszer család, amely (1256-ban) az országos nemesek közé emelkedett.
1312-ben Görgei István volt a szászok comese, és amikor az év tavaszának végén Károly Róbert Sáros várának sikertelen ostroma után a Lőcse környékére vonult vissza, a Szepesség cipszereiből és lándzsásnemeseiből segélyhadat szervezett a király számára. Ehhez a segélyhadhoz csatlakoztak idővel a fegyveres kassai polgárok, és ennek a gyalogságnak az oldaltámadása döntötte el a veszni látszó rozgonyi csatát a király javára. A harcban nemcsak Görgei István vitézkedett, de legalább két testvére is, szervienseikkel. Egyik öccse, Görgei Jordán életét vesztette.
Ebbe az időközben elszegényedett családba született 1818. január 30-án a felvidéki Toporcon Görgei Artúr, az 1848/49-es szabadságharc legjelesebb hadvezére. Édesapja Görgey György volt, öccse Görgey István ügyvéd.